# Bouzigues
Bouzigues é uma comuna francesa na região administrativa de Occitânia, no departamento de Hérault. Estende-se por uma área de 3,05 km². Em 2010 a comuna tinha 1 674 habitantes (densidade: 548,9 hab./km²).